# Реґ Пламмер (хокеїст на траві)
Реґ Пламмер (англ. Reg Plummer, 6 серпня 1953) — канадський хокеїст на траві.
Учасник Олімпійських Ігор 1976, 1984 років.